# ایستگاه متروی شهید محلاتی
ایستگاه شهید محلاتی، یکی از ایستگاه‌های خط سه متروی تهران است. این ایستگاه در بزرگراه ارتش و بین دو ایستگاه متروی قائم و ایستگاه متروی اقدسیه قرار دارد.
این ایستگاه به عنوان یکصد و پانزدهمین ایستگاه متروی تهران در تاریخ ۲۷ خرداد ۱۳۹۶ افتتاح شده و دارای ۸۰۰۰ مترمربع فضای سرپوشیده است.
برای ساخت این ایستگاه، ۸۲ هزار متر مکعب عملیات خاکبرداری انجام شده و همچنین ۵ هزار تن آرماتوربندی و ۴۳ هزار متر مکعب بتن‌ریزی و نیز ۳۲ هزار متر مربع قالب ریزی مورد استفاده قرار گرفته‌است. در این مجموعه از ۱۰ دستگاه پله برقی استفاده شده‌است.
ایستگاه شهید محلاتی در عمق ۲۱ متری از سطح زمین قرار دارد.
محل احداث این ایستگاه مترو، سابقاً شهربازی مینی‌سیتی بوده است که به منظور احداث متروی شهرک محلاتی تخریب شده است.

## امکانات
از امکانات این ایستگاه می‌توان به پله برقی، آبسردکن، پایانه تاکسیرانی و اتوبوسرانی اشاره کرد.

## خطوط اتوبوسرانی
از خطوط اتوبوسرانی منتهی و عبوری از مجاور این ایستگاه خطوط ذیل می‌باشد:
- خط ۱۰۹ یا ۹ اتوبوس‌های تندرو از پایانه لاله به پایانه متروی جوانمرد قصاب از مسیر بلوار ارتش، بزرگراه امام علی، بزرگراه شهید کریمی (کمربندی شهرری)، بلوار شهید دستواره (جوانمرد قصاب) تا متروی جوانمرد قصاب
- خط ۱۰۶ پایانه لاله به پایانه شهید افشار (پارک وی) در مسیر بلوار ارتش، بزرگراه‌های امام علی، شهید بابایی، ایستگاه متروی نوبنیاد، بزرگراه صدر و شاهنشاهی
- خط ۲۱۵ سوهانک به سه راه ضرابخانه در مسیر بلوار ارتش، اراج، خیابان لنگری، میدان نوبنیاد، خیابان پاسداران، حسینه ارشاد، خیابان کوروش، ابتدای بزرگراه همت و زین‌الدین
- خط ۲۱۶ شهرک شهید محلاتی به پایانه علم و صنعت در مسیر شهرک محلاتی، بلوار ارتش، بلوار نیروی زمینی ، بزرگراه شهید بابایی، خیابان هنگام، چهارراه استقلال، خیابان سراج، خیابان فرجام، خیابان سرسبز ، مترو سرسبز ، بزرگراه داریوش غرب ، میدان رسالت ، بزرگراه داریوش شرق تا پایانه ضلع شمالی مترو علم و صنعت
- خط ۲۱۷ شهرک صدف به بلوار صبا (متروی قیطریه) در مسیر شهرک صدف و نفت، مینی سیتی، بلوار ارتش، نارنجستان هفتم، خیابان لواسانی (فرمانیه)، بلوار شهید اندرزگو، قیطریه و بلوار صبا
- خط ۲۲۰ میدان ازگل به پایانه تجریش در مسیر خیابان ازگل، بلوار نیروی زمینی، مینی سیتی، بلوار ارتش، خیابان موحد دانش (اقدسیه)، خیابان پاسداران، خیابان لواسانی (فرمانیه)، خیابان باهنر (نیاوران)، میدان قدس، خیابان شهرداری و میدان تجریش
- خط ۲۹۸ شهرک قائم به پایانه تجریش در مسیر خیابان‌های شهرک قائم، بلوار ارتش، بلوار اوشان، دارآباد، خیابان پورابتهاج (دارآباد)، خیابان باهنر (نیاوران)، میدان قدس، خیابان شهرداری و میدان تجریش
- خط ۳۰۱ بلوار ارتش به پایانه متروی شهید حقانی در مسیر بلوار ارتش، بلوار نیروی زمینی، خیابان شعبانلو، لویزان، خیابان افتخاریان، میدان هروی، خیابان افشاری، بلوار گیلان، متروی شهید زین‌الدین، میدان فرخی یزدی، بزرگراه شهید همت و بزرگراه شهید حقانی[۲]